# 卡里阿斯 (诗人)
卡里阿斯 (诗人)（英語：Callias (comic poet)），约活动于公元前5世纪前后。雅典喜剧诗人，公元前446年首次在城邦酒神节上获胜，至少在公元前430年仍然非常活跃。现存八部剧名和一些残篇。